# Marie-Paule Feiereisen
Marie-Paule Feiereisen (Luxemburg-Stad, 1955) is een Luxemburgs kunstschilder.

## Leven en werk
Feiereisen studeerde beeldende kunst aan de Sorbonne en de École nationale supérieure des beaux-arts in Parijs. Ze was een leerling van onder anderen Hélène Cixous en Daniel Dezeuze. Van 1980 tot 1982 was ze in residentie bij de Cité Internationale des Arts in Parijs. Ze doceerde vervolgens een aantal jaren kunst aan het Athénée de Luxembourg (1982-1986).
Belangrijke basis voor Feiereisens werk is de relatie van tijd, spanning, ruimte, ritme en beweging enerzijds en de dialoog anderzijds. Feiereisen sloot zich in 1977 aan bij de Cercle Artistique de Luxembourg, waar ze ook deelnam aan de jaarlijkse salons. In 1990 vertegenwoordigde ze het groothertogdom op de Biënnale van Venetië. In de tweede helft van de jaren ging Feiereisen naast haar schilderwerk ook installaties en objecten maken.

## Solo-exposities
- 1990: Biënnale van Venetië
- 1992: Marie-Paule Feiereisen: Schlagworte, Galerie Beaumont, Luxemburg
- 1995: Un tas de pierres n'est pas une maison, Galerie Ferronnerie, Parijs

## Onderscheidingen
- 1985 2e Prix de la critique op de Biennale des Jeunes in Esch-sur-Alzette